# ألينا بوبا
ألينا بوبا هي لاعبة كمال أجسام سويسرية، ولدت في 12 أكتوبر 1978 في برايلا في رومانيا.